# Man on Wire
Man on Wire är en brittisk-amerikansk dokumentärfilm från 2008 i regi av James Marsh.

## Handling
Filmen handlar om den franske lindansaren Philippe Petits lingång mellan tornen på World Trade Center i New York 1974.

## Utmärkelser
Filmen har bland annat vunnit Oscar för bästa dokumentär 2009 och Alexander Korda Award for Best British Film 2009.